# 寝台特急「ゆうづる」の女
『寝台特急「ゆうづる」の女』（しんだいとっきゅう「ゆうづる」のおんな）は、西村京太郎の推理小説。1988年に扶桑社から刊行された。

## ストーリー
南青山でイタリアンレストランを経営し、カメラが趣味で函館の近くにある茂辺地出身の新井修が、消え行く青函連絡船の写真を撮ろうと思い立ち、上野駅で青森行の寝台特急「ゆうづる」の切符を買おうとしたことから始まる。
この列車には通常の寝台のほかには値段の高い2人用の個室寝台しかなく、1人用の個室を希望していた新井は途方に暮れる。そこへ声をかけてきたのが、同じように困っているという謎の女性・笠井麻美だった。彼女もまた一般の寝台が嫌で、1人用個室を探していたのだった。そこで彼女は新井に、自分と一緒に2人用の個室を借りてくれないかと持ちかける。つまり、2人で同じ個室に泊まろうというのである。彼女はかなりの美人であり、新井自身も女には目が無かったため、何のためらいもなく新井は彼女の言いなりになる。しかし、それは全てが仕組まれた罠であった。
翌朝、新井が起き出すと、女は自分の寝台でうつ伏せになり、背中にナイフが刺さった状態で死んでいた。驚いたのは言うまでもない。このままでは自分が疑われる。新井は次の停車駅で下車し、逃亡を図った。だが、彼の驚きはそれだけでは留まらなかった。翌日の新聞には、死んでいた女は笠井麻美ではなく、新井もよく知っている浜野みどりであると報道されていた。みどりとは以前付き合っていたことがあり、別れる際のごたごたで慰謝料5千万円を請求されていた。動機は十分にあり、彼にとってはますます不利な状況だった。ここに至って、ようやく新井は自分が陥れられたのだと悟る。
しかし、事件はこれだけでは終わらなかった。続いて、新井の共同経営者である岡田孝男が豊島園で殺され、そのときにも謎の女性がそばにいたことがわかった。しかも、岡田にかけられていた3億円の保険金受取人は新井名義になっていた。これで彼の容疑はますます高まっていく。それにしても、なぜ自分がこんな目に遭うのか。笠井麻美とは何者なのか。一切が不明のまま物語は展開して行く。

## 登場人物
- 十津川省三
- 亀井定雄
- 新井修
- 笠井麻美

## テレビドラマ
テレビドラマ化され、1989年4月7日にフジテレビの『男と女のミステリー』枠で放送された。

### キャスト
- 十津川警部 - 小野寺昭
- 亀井刑事 - 室田日出男
- - 中原理恵
- - 寺泉憲
- - 速水亮
- - 山村紅葉
- - 竹井みどり
- - 谷村昌彦
- - 左右田一平

### スタッフ
- 原作：西村京太郎
- 脚本：金子裕
- 音楽：津島利章
- 監督：高瀬昌弘
- 制作：フジテレビ、東宝株式会社